# 1822
Portal Geschichte | Portal Biografien | Aktuelle Ereignisse | Jahreskalender | Tagesartikel

◄ |
18. Jahrhundert |
19. Jahrhundert
| 20. Jahrhundert | ►

◄ |
1790er |
1800er |
1810er |
1820er
| 1830er | 1840er | 1850er | ►

◄◄ |
◄ |
1818 |
1819 |
1820 |
1821 |
1822
| 1823 | 1824 | 1825 | 1826 | ► | ►►
Staatsoberhäupter · Wahlen · Nekrolog   · Musikjahr
| Januar | Januar | Januar | Januar | Januar | Januar | Januar | Januar |
| Kw     | Mo     | Di     | Mi     | Do     | Fr     | Sa     | So     |
| ------ | ------ | ------ | ------ | ------ | ------ | ------ | ------ |
| 1      |        | 1      | 2      | 3      | 4      | 5      | 6      |
| 2      | 7      | 8      | 9      | 10     | 11     | 12     | 13     |
| 3      | 14     | 15     | 16     | 17     | 18     | 19     | 20     |
| 4      | 21     | 22     | 23     | 24     | 25     | 26     | 27     |
| 5      | 28     | 29     | 30     | 31     |        |        |        |

| Februar | Februar | Februar | Februar | Februar | Februar | Februar | Februar |
| Kw      | Mo      | Di      | Mi      | Do      | Fr      | Sa      | So      |
| ------- | ------- | ------- | ------- | ------- | ------- | ------- | ------- |
| 5       |         |         |         |         | 1       | 2       | 3       |
| 6       | 4       | 5       | 6       | 7       | 8       | 9       | 10      |
| 7       | 11      | 12      | 13      | 14      | 15      | 16      | 17      |
| 8       | 18      | 19      | 20      | 21      | 22      | 23      | 24      |
| 9       | 25      | 26      | 27      | 28      |         |         |         |

| März | März | März | März | März | März | März | März |
| Kw   | Mo   | Di   | Mi   | Do   | Fr   | Sa   | So   |
| ---- | ---- | ---- | ---- | ---- | ---- | ---- | ---- |
| 9    |      |      |      |      | 1    | 2    | 3    |
| 10   | 4    | 5    | 6    | 7    | 8    | 9    | 10   |
| 11   | 11   | 12   | 13   | 14   | 15   | 16   | 17   |
| 12   | 18   | 19   | 20   | 21   | 22   | 23   | 24   |
| 13   | 25   | 26   | 27   | 28   | 29   | 30   | 31   |

| April | April | April | April | April | April | April | April |
| Kw    | Mo    | Di    | Mi    | Do    | Fr    | Sa    | So    |
| ----- | ----- | ----- | ----- | ----- | ----- | ----- | ----- |
| 14    | 1     | 2     | 3     | 4     | 5     | 6     | 7     |
| 15    | 8     | 9     | 10    | 11    | 12    | 13    | 14    |
| 16    | 15    | 16    | 17    | 18    | 19    | 20    | 21    |
| 17    | 22    | 23    | 24    | 25    | 26    | 27    | 28    |
| 18    | 29    | 30    |       |       |       |       |       |

| Mai | Mai | Mai | Mai | Mai | Mai | Mai | Mai |
| Kw  | Mo  | Di  | Mi  | Do  | Fr  | Sa  | So  |
| 18  |     |     | 1   | 2   | 3   | 4   | 5   |
| 19  | 6   | 7   | 8   | 9   | 10  | 11  | 12  |
| 20  | 13  | 14  | 15  | 16  | 17  | 18  | 19  |
| 21  | 20  | 21  | 22  | 23  | 24  | 25  | 26  |
| 22  | 27  | 28  | 29  | 30  | 31  |     |     |
| --- | --- | --- | --- | --- | --- | --- | --- |

| Juni | Juni | Juni | Juni | Juni | Juni | Juni | Juni |
| Kw   | Mo   | Di   | Mi   | Do   | Fr   | Sa   | So   |
| ---- | ---- | ---- | ---- | ---- | ---- | ---- | ---- |
| 22   |      |      |      |      |      | 1    | 2    |
| 23   | 3    | 4    | 5    | 6    | 7    | 8    | 9    |
| 24   | 10   | 11   | 12   | 13   | 14   | 15   | 16   |
| 25   | 17   | 18   | 19   | 20   | 21   | 22   | 23   |
| 26   | 24   | 25   | 26   | 27   | 28   | 29   | 30   |

| Juli | Juli | Juli | Juli | Juli | Juli | Juli | Juli |
| Kw   | Mo   | Di   | Mi   | Do   | Fr   | Sa   | So   |
| ---- | ---- | ---- | ---- | ---- | ---- | ---- | ---- |
| 27   | 1    | 2    | 3    | 4    | 5    | 6    | 7    |
| 28   | 8    | 9    | 10   | 11   | 12   | 13   | 14   |
| 29   | 15   | 16   | 17   | 18   | 19   | 20   | 21   |
| 30   | 22   | 23   | 24   | 25   | 26   | 27   | 28   |
| 31   | 29   | 30   | 31   |      |      |      |      |

| August | August | August | August | August | August | August | August |
| Kw     | Mo     | Di     | Mi     | Do     | Fr     | Sa     | So     |
| ------ | ------ | ------ | ------ | ------ | ------ | ------ | ------ |
| 31     |        |        |        | 1      | 2      | 3      | 4      |
| 32     | 5      | 6      | 7      | 8      | 9      | 10     | 11     |
| 33     | 12     | 13     | 14     | 15     | 16     | 17     | 18     |
| 34     | 19     | 20     | 21     | 22     | 23     | 24     | 25     |
| 35     | 26     | 27     | 28     | 29     | 30     | 31     |        |

| September | September | September | September | September | September | September | September |
| Kw        | Mo        | Di        | Mi        | Do        | Fr        | Sa        | So        |
| --------- | --------- | --------- | --------- | --------- | --------- | --------- | --------- |
| 35        |           |           |           |           |           |           | 1         |
| 36        | 2         | 3         | 4         | 5         | 6         | 7         | 8         |
| 37        | 9         | 10        | 11        | 12        | 13        | 14        | 15        |
| 38        | 16        | 17        | 18        | 19        | 20        | 21        | 22        |
| 39        | 23        | 24        | 25        | 26        | 27        | 28        | 29        |
| 40        | 30        |           |           |           |           |           |           |

| Oktober | Oktober | Oktober | Oktober | Oktober | Oktober | Oktober | Oktober |
| Kw      | Mo      | Di      | Mi      | Do      | Fr      | Sa      | So      |
| ------- | ------- | ------- | ------- | ------- | ------- | ------- | ------- |
| 40      |         | 1       | 2       | 3       | 4       | 5       | 6       |
| 41      | 7       | 8       | 9       | 10      | 11      | 12      | 13      |
| 42      | 14      | 15      | 16      | 17      | 18      | 19      | 20      |
| 43      | 21      | 22      | 23      | 24      | 25      | 26      | 27      |
| 44      | 28      | 29      | 30      | 31      |         |         |         |

| November | November | November | November | November | November | November | November |
| Kw       | Mo       | Di       | Mi       | Do       | Fr       | Sa       | So       |
| -------- | -------- | -------- | -------- | -------- | -------- | -------- | -------- |
| 44       |          |          |          |          | 1        | 2        | 3        |
| 45       | 4        | 5        | 6        | 7        | 8        | 9        | 10       |
| 46       | 11       | 12       | 13       | 14       | 15       | 16       | 17       |
| 47       | 18       | 19       | 20       | 21       | 22       | 23       | 24       |
| 48       | 25       | 26       | 27       | 28       | 29       | 30       |          |

| Dezember | Dezember | Dezember | Dezember | Dezember | Dezember | Dezember | Dezember |
| Kw       | Mo       | Di       | Mi       | Do       | Fr       | Sa       | So       |
| -------- | -------- | -------- | -------- | -------- | -------- | -------- | -------- |
| 48       |          |          |          |          |          |          | 1        |
| 49       | 2        | 3        | 4        | 5        | 6        | 7        | 8        |
| 50       | 9        | 10       | 11       | 12       | 13       | 14       | 15       |
| 51       | 16       | 17       | 18       | 19       | 20       | 21       | 22       |
| 52       | 23       | 24       | 25       | 26       | 27       | 28       | 29       |
| 1        | 30       | 31       |          |          |          |          |          |

| Januar | Januar | Januar | Januar | Januar | Januar | Januar | Januar |
| Kw     | Mo     | Di     | Mi     | Do     | Fr     | Sa     | So     |
| ------ | ------ | ------ | ------ | ------ | ------ | ------ | ------ |
| 1      |        | 1      | 2      | 3      | 4      | 5      | 6      |
| 2      | 7      | 8      | 9      | 10     | 11     | 12     | 13     |
| 3      | 14     | 15     | 16     | 17     | 18     | 19     | 20     |
| 4      | 21     | 22     | 23     | 24     | 25     | 26     | 27     |
| 5      | 28     | 29     | 30     | 31     |        |        |        |

| Februar | Februar | Februar | Februar | Februar | Februar | Februar | Februar |
| Kw      | Mo      | Di      | Mi      | Do      | Fr      | Sa      | So      |
| ------- | ------- | ------- | ------- | ------- | ------- | ------- | ------- |
| 5       |         |         |         |         | 1       | 2       | 3       |
| 6       | 4       | 5       | 6       | 7       | 8       | 9       | 10      |
| 7       | 11      | 12      | 13      | 14      | 15      | 16      | 17      |
| 8       | 18      | 19      | 20      | 21      | 22      | 23      | 24      |
| 9       | 25      | 26      | 27      | 28      |         |         |         |

| März | März | März | März | März | März | März | März |
| Kw   | Mo   | Di   | Mi   | Do   | Fr   | Sa   | So   |
| ---- | ---- | ---- | ---- | ---- | ---- | ---- | ---- |
| 9    |      |      |      |      | 1    | 2    | 3    |
| 10   | 4    | 5    | 6    | 7    | 8    | 9    | 10   |
| 11   | 11   | 12   | 13   | 14   | 15   | 16   | 17   |
| 12   | 18   | 19   | 20   | 21   | 22   | 23   | 24   |
| 13   | 25   | 26   | 27   | 28   | 29   | 30   | 31   |

| April | April | April | April | April | April | April | April |
| Kw    | Mo    | Di    | Mi    | Do    | Fr    | Sa    | So    |
| ----- | ----- | ----- | ----- | ----- | ----- | ----- | ----- |
| 14    | 1     | 2     | 3     | 4     | 5     | 6     | 7     |
| 15    | 8     | 9     | 10    | 11    | 12    | 13    | 14    |
| 16    | 15    | 16    | 17    | 18    | 19    | 20    | 21    |
| 17    | 22    | 23    | 24    | 25    | 26    | 27    | 28    |
| 18    | 29    | 30    |       |       |       |       |       |

| Mai | Mai | Mai | Mai | Mai | Mai | Mai | Mai |
| Kw  | Mo  | Di  | Mi  | Do  | Fr  | Sa  | So  |
| 18  |     |     | 1   | 2   | 3   | 4   | 5   |
| 19  | 6   | 7   | 8   | 9   | 10  | 11  | 12  |
| 20  | 13  | 14  | 15  | 16  | 17  | 18  | 19  |
| 21  | 20  | 21  | 22  | 23  | 24  | 25  | 26  |
| 22  | 27  | 28  | 29  | 30  | 31  |     |     |
| --- | --- | --- | --- | --- | --- | --- | --- |

| Juni | Juni | Juni | Juni | Juni | Juni | Juni | Juni |
| Kw   | Mo   | Di   | Mi   | Do   | Fr   | Sa   | So   |
| ---- | ---- | ---- | ---- | ---- | ---- | ---- | ---- |
| 22   |      |      |      |      |      | 1    | 2    |
| 23   | 3    | 4    | 5    | 6    | 7    | 8    | 9    |
| 24   | 10   | 11   | 12   | 13   | 14   | 15   | 16   |
| 25   | 17   | 18   | 19   | 20   | 21   | 22   | 23   |
| 26   | 24   | 25   | 26   | 27   | 28   | 29   | 30   |

| Juli | Juli | Juli | Juli | Juli | Juli | Juli | Juli |
| Kw   | Mo   | Di   | Mi   | Do   | Fr   | Sa   | So   |
| ---- | ---- | ---- | ---- | ---- | ---- | ---- | ---- |
| 27   | 1    | 2    | 3    | 4    | 5    | 6    | 7    |
| 28   | 8    | 9    | 10   | 11   | 12   | 13   | 14   |
| 29   | 15   | 16   | 17   | 18   | 19   | 20   | 21   |
| 30   | 22   | 23   | 24   | 25   | 26   | 27   | 28   |
| 31   | 29   | 30   | 31   |      |      |      |      |

| August | August | August | August | August | August | August | August |
| Kw     | Mo     | Di     | Mi     | Do     | Fr     | Sa     | So     |
| ------ | ------ | ------ | ------ | ------ | ------ | ------ | ------ |
| 31     |        |        |        | 1      | 2      | 3      | 4      |
| 32     | 5      | 6      | 7      | 8      | 9      | 10     | 11     |
| 33     | 12     | 13     | 14     | 15     | 16     | 17     | 18     |
| 34     | 19     | 20     | 21     | 22     | 23     | 24     | 25     |
| 35     | 26     | 27     | 28     | 29     | 30     | 31     |        |

| September | September | September | September | September | September | September | September |
| Kw        | Mo        | Di        | Mi        | Do        | Fr        | Sa        | So        |
| --------- | --------- | --------- | --------- | --------- | --------- | --------- | --------- |
| 35        |           |           |           |           |           |           | 1         |
| 36        | 2         | 3         | 4         | 5         | 6         | 7         | 8         |
| 37        | 9         | 10        | 11        | 12        | 13        | 14        | 15        |
| 38        | 16        | 17        | 18        | 19        | 20        | 21        | 22        |
| 39        | 23        | 24        | 25        | 26        | 27        | 28        | 29        |
| 40        | 30        |           |           |           |           |           |           |

| Oktober | Oktober | Oktober | Oktober | Oktober | Oktober | Oktober | Oktober |
| Kw      | Mo      | Di      | Mi      | Do      | Fr      | Sa      | So      |
| ------- | ------- | ------- | ------- | ------- | ------- | ------- | ------- |
| 40      |         | 1       | 2       | 3       | 4       | 5       | 6       |
| 41      | 7       | 8       | 9       | 10      | 11      | 12      | 13      |
| 42      | 14      | 15      | 16      | 17      | 18      | 19      | 20      |
| 43      | 21      | 22      | 23      | 24      | 25      | 26      | 27      |
| 44      | 28      | 29      | 30      | 31      |         |         |         |

| November | November | November | November | November | November | November | November |
| Kw       | Mo       | Di       | Mi       | Do       | Fr       | Sa       | So       |
| -------- | -------- | -------- | -------- | -------- | -------- | -------- | -------- |
| 44       |          |          |          |          | 1        | 2        | 3        |
| 45       | 4        | 5        | 6        | 7        | 8        | 9        | 10       |
| 46       | 11       | 12       | 13       | 14       | 15       | 16       | 17       |
| 47       | 18       | 19       | 20       | 21       | 22       | 23       | 24       |
| 48       | 25       | 26       | 27       | 28       | 29       | 30       |          |

| Dezember | Dezember | Dezember | Dezember | Dezember | Dezember | Dezember | Dezember |
| Kw       | Mo       | Di       | Mi       | Do       | Fr       | Sa       | So       |
| -------- | -------- | -------- | -------- | -------- | -------- | -------- | -------- |
| 48       |          |          |          |          |          |          | 1        |
| 49       | 2        | 3        | 4        | 5        | 6        | 7        | 8        |
| 50       | 9        | 10       | 11       | 12       | 13       | 14       | 15       |
| 51       | 16       | 17       | 18       | 19       | 20       | 21       | 22       |
| 52       | 23       | 24       | 25       | 26       | 27       | 28       | 29       |
| 1        | 30       | 31       |          |          |          |          |          |

## Ereignisse

### Politik und Weltgeschehen

#### Griechische Revolution
- 1. Januar: Der Nationalkongress in Epidauros verkündet die Unabhängigkeit des hellenischen Volkes vom Osmanischen Reich.
- 26. Januar: In ihrem Unabhängigkeitskampf gelingt den Griechen die Einnahme der strategisch wichtigen Bergfestung Akrokorinth. Nach Verhandlungen mit den Rebellen zieht die türkische Festungsbesatzung kampflos ab.
- 5. Februar: Der große Teile Albaniens und Griechenlands beherrschende Ali Pascha Tepelena wird nach mehrmonatiger Belagerung seiner Festung bei einem Treffen mit Abgesandten des Kriegsministers des Osmanischen Reichs getötet. Ali Pascha hatte mit den Aufständischen in der griechischen Revolution paktiert und war vom Sultan der Untreue beschuldigt.
- 11. April: Eine osmanische Flotte landet auf der Insel Chios im Ägäischen Meer und richtet ein Massaker unter den griechischen Einwohnern an. Der größere Teil der Bewohner wird in die Sklaverei verschleppt.

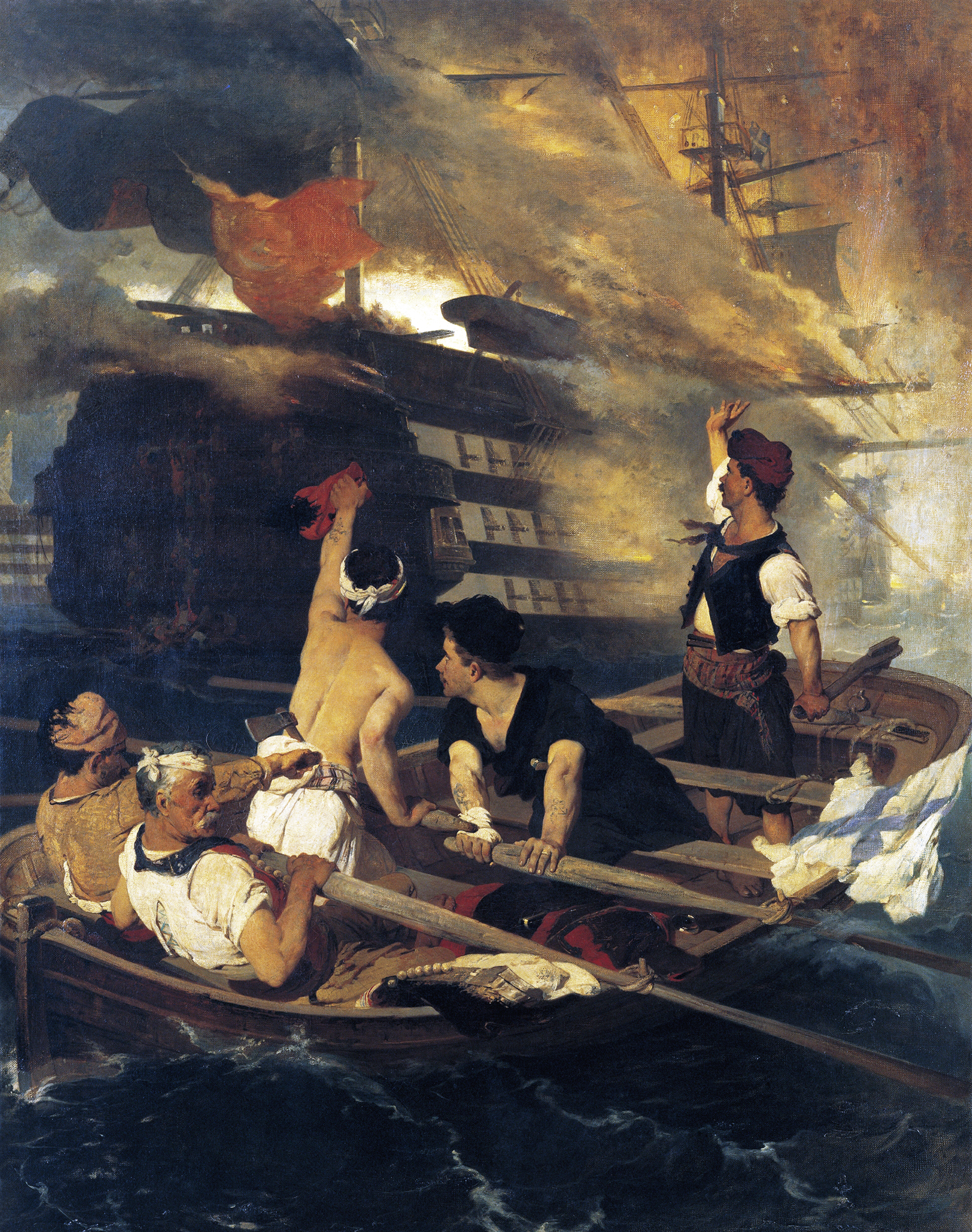
Die Zerstörung des osmanischen Flaggschiffs bei Chios durch Kanaris

- 19. Juni: Im griechischen Freiheitskampf zerstört Konstantinos Kanaris mit zwei Brandern einen Teil der osmanischen Flotte im Kanal von Chios. Der Kapudan Pascha Nasuhzade Ali Pascha und 3.000 seiner Leute kommen bei dieser Aktion ums Leben.
- 6. bis 8. August: In der Schlacht von Dervenakia erringen die Griechen einen bedeutenden Sieg über die mehr als 20.000 Mann umfassende osmanische Streitmacht unter Mahmud Dramalı Pascha.
- In der Folge kommt es zu einem Verharren der Fronten. Einerseits hat keine der beiden Seiten die Ressourcen für einen schnellen endgültigen Sieg. Andererseits kommt es zu einem Streit um die Führung unter den Griechen selbst, der 1823 sogar in einem Bürgerkrieg mündet.

#### Spanien/Veroneser Kongress
- 20. Oktober: Der beginnende Veroneser Kongress der Großmächte befasst sich mit der politischen Situation in Europa, in erster Linie mit einer Intervention im Spanien des Trienio Liberal.
- 22. November: Nach der Flucht der Regencia de Urgel ins grenznahe Puigcerdà infolge der Niederlage der royalistischen Truppen in Spanien wird beim Veroneser Kongress in einem Geheimvertrag der europäischen Großmächte die französische Invasion in Spanien zur Beendigung der entstandenen republikanischen Verhältnisse vereinbart.
- 14. Dezember: In Verona endet der Veroneser Kongress, das letzte Treffen der Monarchen europäischer Großmächte im Rahmen der Heiligen Allianz.

#### Vereinigte Staaten von Amerika

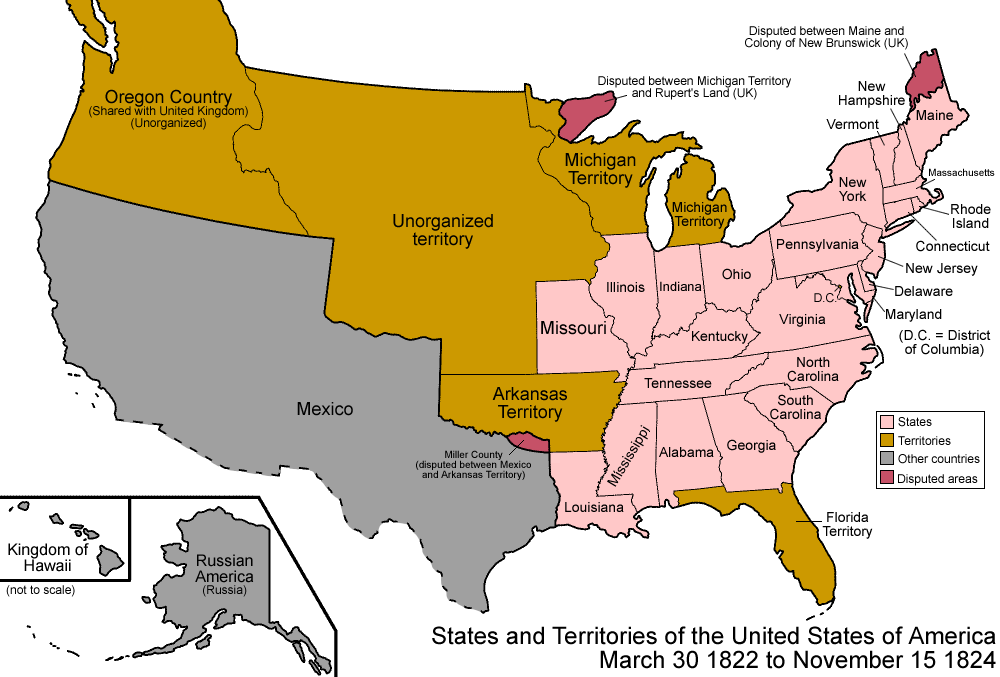
Vereinigte Staaten 1822–24

- Der Kongress der Vereinigten Staaten legt die im Adams-Onís-Vertrag erworbenen Gebiete Ost- und Westflorida zum Florida-Territorium zusammen. William Pope Duval wird am 17. April als erster Gouverneur des Territoriums ernannt. Es kommt rasch zum Konflikt mit den hier beheimateten Seminolen.
- 4. bis 6. November: Joseph C. Yates gewinnt mit Erastus Root als Running Mate für die Demokratisch-Republikanische Partei mit 97,79 % der Stimmen die Gouverneurswahl in New York.

#### Karibik
- 9. Februar: Haiti annektiert unter seinem Präsidenten Jean-Pierre Boyer den ausgerufenen benachbarten Unabhängigen Staat Spanisch-Haiti, einen kurzlebigen Vorläufer der Dominikanischen Republik, auf der Insel Hispaniola.

#### Lateinamerika
- 19. Mai: Nach dem Desinteresse europäischer Königshäuser, die auf die den Vertrag von Córdoba ablehnende Kolonialmacht Spanien Rücksicht nehmen, wird vom Regentschaftsrat Agustín de Itúrbide zum ersten Kaiser von Mexiko gewählt.
- 24. Mai: Niederlage spanischer Truppen am südamerikanischen Vulkan Pichincha. Ecuador wird unabhängig und schließt sich Großkolumbien an.
- 21. Juli: Augustin I. wird Kaiser von Mexiko.

#### Brasilien/Portugal
- 7. September: Das Vereinigte Königreich von Portugal, Brasilien und den Algarven löst sich auf. Brasilien erklärt sich für unabhängig von Portugal.
- 1. Oktober: Der aus dem Exil in Brasilien eher widerwillig heimgekehrte König Johann VI. legt den Eid auf die am 23. September vom Parlament (Cortes) verabschiedete liberale Verfassung ab, die Portugal zur konstitutionellen Monarchie macht.

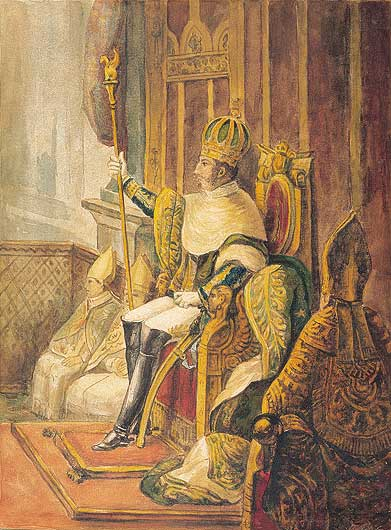
Krönung des Kaisers Peter I. 1822 (Aquarell von Jean-Baptiste Debret)

- 12. Oktober: Johanns Sohn Pedro wird an seinem 24. Geburtstag als Pedro I. zum Kaiser von Brasilien ausgerufen. Die Krönung erfolgt am 1. Dezember in der Kathedrale von Rio de Janeiro.

#### Australien
- Januar: Der Aufbau der Strafkolonie Macquarie Harbour beginnt.

### Wirtschaft
- 2. Februar: Die Stadtsparkasse Augsburg nimmt am Lichtmesstag als Augsburgische Ersparnißkasse mit Verzinsung ihren Geschäftsbetrieb auf.
- 9. März: Für Zahnersatz wird das erste Patent bewilligt. Der New Yorker Charles M. Graham erhält es für den von ihm erfundenen verbesserten Aufbau künstlicher Zähne.
- 12. Juni: Die Frankfurter Sparkasse von 1822 wird gegründet.
- 24. September: In Rotterdam wird die Reederei Van Vollenhoven, Dutilh & Co. gegründet. Mit ihr beginnt der regelmäßige Verkehr von Dampfschiffen in der Geschichte der Personenschifffahrt auf dem Rhein.
- 15. Dezember: Die hanseatische Handelsfregatte Mentor aus Bremen bricht im Auftrag der preußischen Seehandlungsgesellschaft auf zur ersten Weltumseglung eines deutschen Schiffs.
- Mollenhauer, eine Holzblasinstrumentenbauwerkstatt, wird in Fulda (Hessen) gegründet

### Wissenschaft und Technik

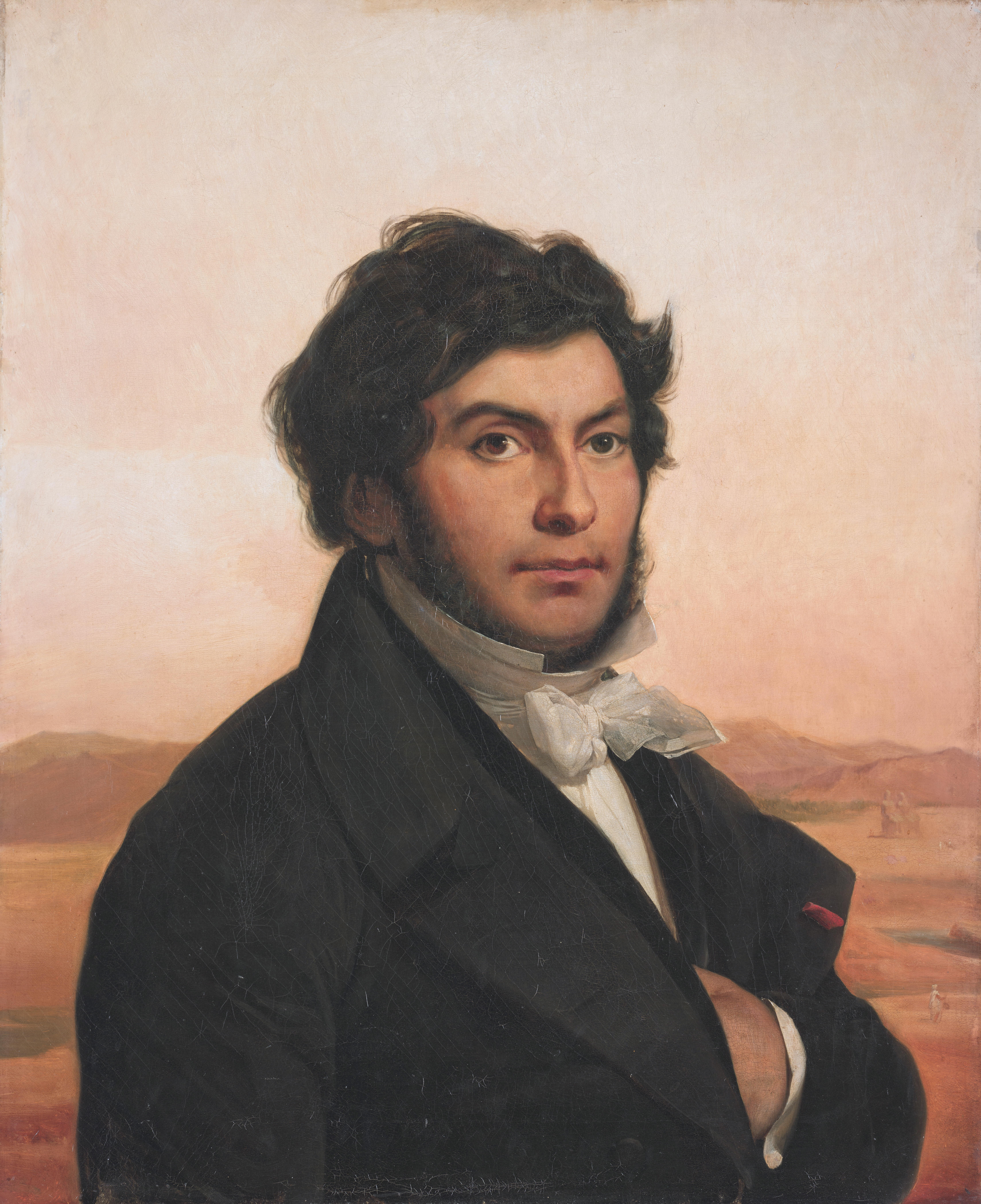
Jean-François Champollion

- 27. September: Der französische Gelehrte Jean Francois Champollion gibt bekannt, dass er mit Hilfe des Steins von Rosetta das Geheimnis der altägyptischen Schrift, der Hieroglyphen, gelüftet habe.
- Charles Babbage baut seine Differenzmaschine.
- Gründung der Gesellschaft Deutscher Naturforscher und Ärzte und der Naturforschenden Gesellschaft Schaffhausen
- Die Wirksamkeit von Sonnenlicht zur Behandlung von Rachitis (mittels einer „Sonnenkur“) wird entdeckt, jedoch ohne dass der Zusammenhang zu Vitamin D bekannt war. Die hervorragende Wirksamkeit von Lebertran gegen diese Krankheit wird erst zwei Jahre später (1824) von deutschen Wissenschaftlern entdeckt.
- Der französische Ingenieur und Marineartillerist Henri Joseph Paixhans erfindet die Bombenkanone.

### Kultur
- 21. Februar: Die Uraufführung der komischen Oper Le Petit souper von Victor Dourlen findet an der Opéra-Comique in Paris statt.
- Das erste Buch in färöischer Sprache erscheint: Færøske Kvæder om Sigurd Fofnersbane og hans Æt von Hans Christian Lyngbye. Es trägt einen dänischen Titel, da es gleichzeitig eine Übersetzung der hier gesammelten Balladendichtung enthält.

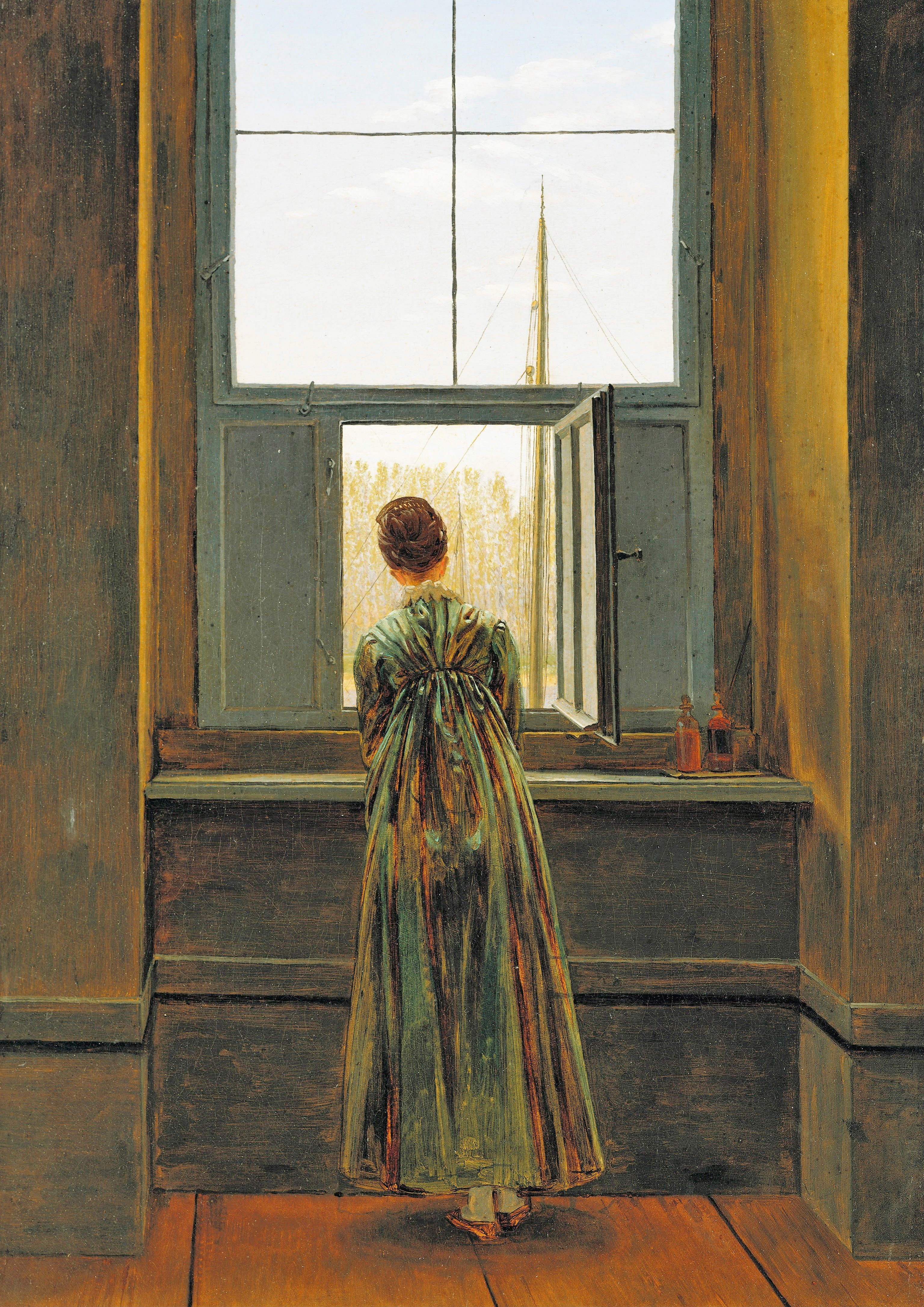
Frau im Fenster

- Caspar David Friedrich malt das Bild Frau im Fenster, das seine Frau Christiane zeigt. Im gleichen Jahr fertigt er auch die Gemälde Mondaufgang am Meer und Dorflandschaft bei Morgenbeleuchtung.
- Der erste Band der Memoiren des Giacomo Casanova Geschichte meines Lebens erscheint im Leipziger Verlagshaus F. A. Brockhaus.

### Religion
- 11. September: Die katholische Kirche gibt durch die Kongregation der römischen und allgemeinen Inquisition bekannt, dass die Lehre über das heliozentrische Weltbild generell verbreitet werden darf.
- Gründung des Lyoner Missionsvereins

### Katastrophen
- 5. Februar: Beim Untergang der chinesischen Dschunke Tek Sing („Wahrer Stern“) sterben mindestens 1.600 Menschen. Nur etwa 200 Menschen werden von einer anderen Dschunke und einem britischen Handelsschiff gerettet. Auch die wertvolle Porzellanfracht der Dschunke geht verloren.
- 11./12. März: Die Nordsee erlebt einen schweren Orkan, der sogar das Wasser aus der Themse drückt, sodass in ihrem Bett Fundstücke geborgen werden können. Bei dem Unwetter sinkt die dänische Galeasse Gottfried mit wertvoller Ladung vor Cuxhaven.
- 26. Mai: Beim Brand der Stabkirche im norwegischen Grue sterben beim Hochamt am ersten Pfingsttag 116 Menschen. Zu den wenigen Überlebenden gehört der Pfarrer Iver Hesselberg.
- 8. Oktober: Auf Java beginnt der Vulkanausbruch des Gunung Galunggung, dem bis zum Ende seiner mehrtägigen Aktivität insgesamt 4011 Menschen zum Opfer fallen.

### Sport
- 10. August: Im mecklenburgischen Doberan wird das erste Galopprennen ausgetragen, mutmaßlich das erste auf dem europäischen Kontinent.

## Geboren

### Januar/Februar

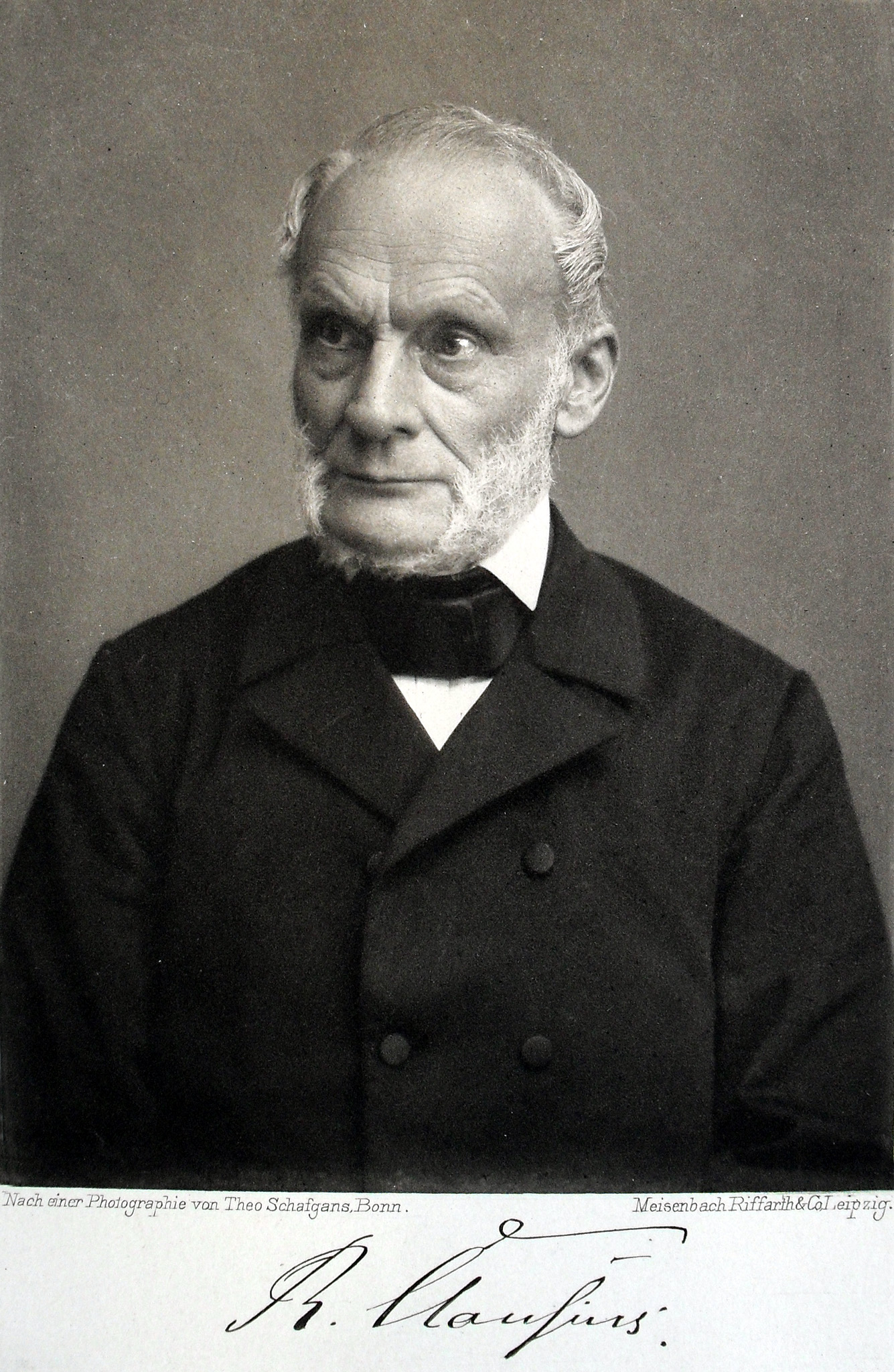
Rudolf Clausius

- 02. Januar: Rudolf Clausius, deutscher Physiker († 1888)
- 02. Januar: William E. Simms, US-amerikanischer Politiker († 1898)
- 04. Januar: Georg Büchmann, deutscher Philologe († 1884)
- 05. Januar: Joseph Brevard Kershaw, Offizier der United States Army, Rechtsanwalt, Politiker und Generalmajor im konföderierten Heer († 1894)

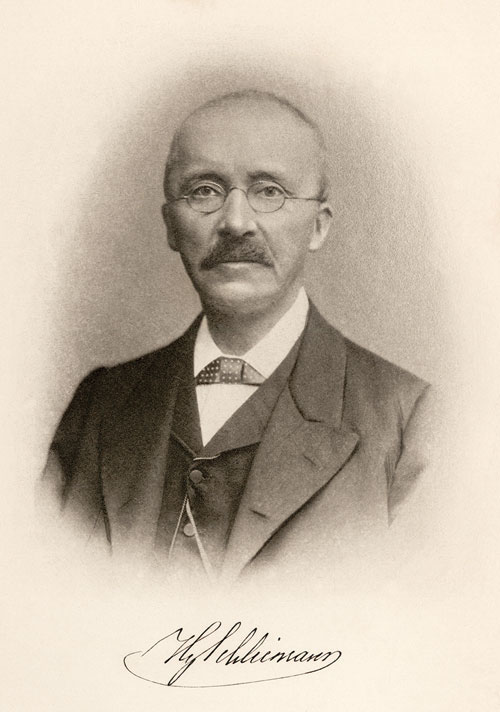
Heinrich Schliemann

- 06. Januar: Heinrich Schliemann, deutscher Archäologe († 1890)
- 07. Januar: Theodor Aufrecht, Indologe und Sanskritist († 1907)
- 08. Januar: Alfredo Piatti, italienischer Cellovirtuose und Komponist († 1901)
- 09. Januar: Heinrich Dreber, deutscher Maler († 1875)
- 12. Januar: Étienne Lenoir, französischer Erfinder und Geschäftsmann († 1900)
- 16. Januar: Henri d’Orléans, duc d’Aumale, französischer General, Historiker und Kunstsammler († 1897)
- 16. Januar: Adelbert Delbrück, deutscher Unternehmer und Bankier († 1890)
- 18. Januar: Reinold Aßmann, deutscher Jurist und Politiker († 1917)
- 19. Januar: Joseph Gottsleben, Buchdruckereibesitzer und Zeitungsverleger in Mainz († 1888)
- 23. Januar: Heinrich Brunn, deutscher Archäologe († 1894)
- 23. Januar: Heinrich Herzog, Schweizer Lehrer und Jugendschriftsteller († 1898)
- 27. Januar: Adam Trabert, deutscher Schriftsteller und Jurist († 1914)
- 27. Januar: Max Wirth, Nationalökonom († 1900)
- 28. Januar: Alexander Mackenzie, kanadischer Politiker und Premierminister († 1892)
- 31. Januar: Otto Kallsen, deutscher Lehrer und Schriftsteller († 1901)
- 03. Februar: Peter Vogt, Schweizer Förster und Politiker († 1886)
- 08. Februar: Maxime Du Camp, französischer Schriftsteller († 1894)
- 08. Februar: Robert Ludwell Yates Peyton, US-amerikanischer Politiker († 1863)
- 13. Februar: James B. Beck, US-amerikanischer Politiker († 1890)
- 16. Februar: James Patton Anderson, US-amerikanischer Generalmajor († 1872)
- 16. Februar: Francis Galton, britischer Naturforscher und Schriftsteller († 1911)
- 16. Februar: James Thomson, britischer Ingenieur, Physiker und Erfinder († 1892)
- 17. Februar: Srpuhi Nschan Kalfayan, armenische Ordensgründerin († 1889)
- 17. Februar: Georg Weerth, deutscher Kaufmann und Schriftsteller († 1856)
- 18. Februar: Georg Oechsner, deutscher Politiker († 1895)
- 21. Februar: Ludwig Beckmann, deutscher Maler († 1902)
- 22. Februar: Rudolph Garrigue, deutsch-amerikanischer Buchhändler und Versicherungsvorstand († 1891)
- 22. Februar: Adolf Kußmaul, deutscher Arzt und medizinischer Forscher († 1902)
- 25. Februar: Wilhelm Amberg, deutscher Genremaler († 1899)
- 25. Februar: Lew Alexandrowitsch Mei, russischer Dichter († 1862)
- 26. Februar: Franz Joseph Strauss, deutscher Hornist und Komponist († 1905)
- 000Februar: Edward Mounier Boxer,  britischer Offizier und Erfinder auf dem Gebiet der Waffentechnik († 1898)

### März/April
- 02. März: Eduard von Jachmann, deutscher Vizeadmiral († 1887)
- 03. März: Bernhard Hammer, Schweizer Politiker († 1907)
- 04. März: Jules Antoine Lissajous, französischer Physiker († 1880)
- 07. März: Adolf Foglár, österreichischer Jurist und Schriftsteller († 1900)
- 07. März: Louis Ulbach, französischer Schriftsteller und Journalist († 1889)
- 08. März: Ignacy Łukasiewicz, polnischer Chemiker, Apotheker und Erfinder († 1882)
- 11. März: Joseph Bertrand, französischer Mathematiker und Pädagoge († 1900)
- 13. März: Moritz Graf von Strachwitz, Balladendichter († 1847)
- 14. März: Teresa Maria Cristina von Neapel-Sizilien, Prinzessin von Bourbon und Neapel-Sizilien († 1889)
- 16. März: Rosa Bonheur, französische Malerin († 1899)
- 17. März: Louis Preller, deutscher Landschafts- und Marinemaler († 1901)
- 17. März: Marie-Joseph-Mélite Roullet de La Bouillerie, französischer Politiker († 1894)
- 17. März: Muhammad Said, Wali (Gouverneur) der osmanischen Provinz Ägypten († 1863)
- 18. März: Prospero Albrici, Schweizer Jurist, Weinhändler und Politiker († 1883)
- 20. März: Karl Braun, deutscher Politiker, Anhänger des Freihandels († 1893)
- 22. März: Isaäc Dignus Fransen van de Putte, niederländischer Staatsmann († 1902)
- 23. März: Justus Wilhelm Lyra, deutscher Pastor und Lieddichter († 1882)
- 25. März: Eugen von Wrbna-Freudenthal, österreichischer Generalmajor († 1882)
- 27. März: Henri Murger, französischer Schriftsteller († 1861)
- 29. März: Eduard von Hallberger, deutscher Verlagsbuchhändler († 1880)
- 31. März: Dmitri Wassiljewitsch Grigorowitsch, russischer Schriftsteller († 1900)
- 31. März: Johann Friedrich Theodor Müller, deutscher Biologe († 1897)
- 000März: Ahmed Cevdet Pascha, osmanischer Staatsmann, Historiker und Rechtsgelehrter († 1895)
- 01. April: Hector Giacomelli, französischer Zeichner und Illustrator († 1904)
- 01. April: Augustus Charles Hobart, britisch-türkischer Admiral († 1886)
- 02. April: Luis Sáenz Peña, argentinischer Anwalt und Politiker († 1907)
- 05. April: Paolo Ferrari, italienischer Lustspieldichter († 1889)
- 07. April: Carl Brockhaus, deutscher Theologe († 1899)
- 08. April: George R. Dennis, US-amerikanischer Politiker († 1882)
- 09. April: George Washborne Morgan, US-amerikanischer Organist und Komponist († 1892)
- 10. April: Ferdinand Duysing, deutscher Jurist († 1885)
- 16. April: Karl Theodor Robert Luther, deutscher Astronom († 1900)
- 17. April: Lotte Hegewisch, deutsche Mäzenin († 1903)
- 18. April: August Petermann, Geograf und Kartograf († 1878)
- 20. April: Joel Funk Asper, US-amerikanischer Politiker († 1872)
- 20. April: Auguste Jauch, deutsche Philanthropin († 1902)
- 21. April: Friedrich Heinrich Thielo Apel, deutscher Politiker († 1860)
- 21. April: Hannibal Goodwin, US-amerikanischer Geistlicher und Erfinder († 1900)
- 23. April: Jorge Córdova, Präsident von Bolivien († 1861)
- 23. April: Alfred Dehodencq, französischer Maler († 1882)
- 25. April: Max Maria von Weber, sächsischer Eisenbahndirektor († 1881)
- 26. April: Maria Karolina Augusta von Neapel-Sizilien, Prinzessin von Bourbon und Neapel-Sizilien († 1869)

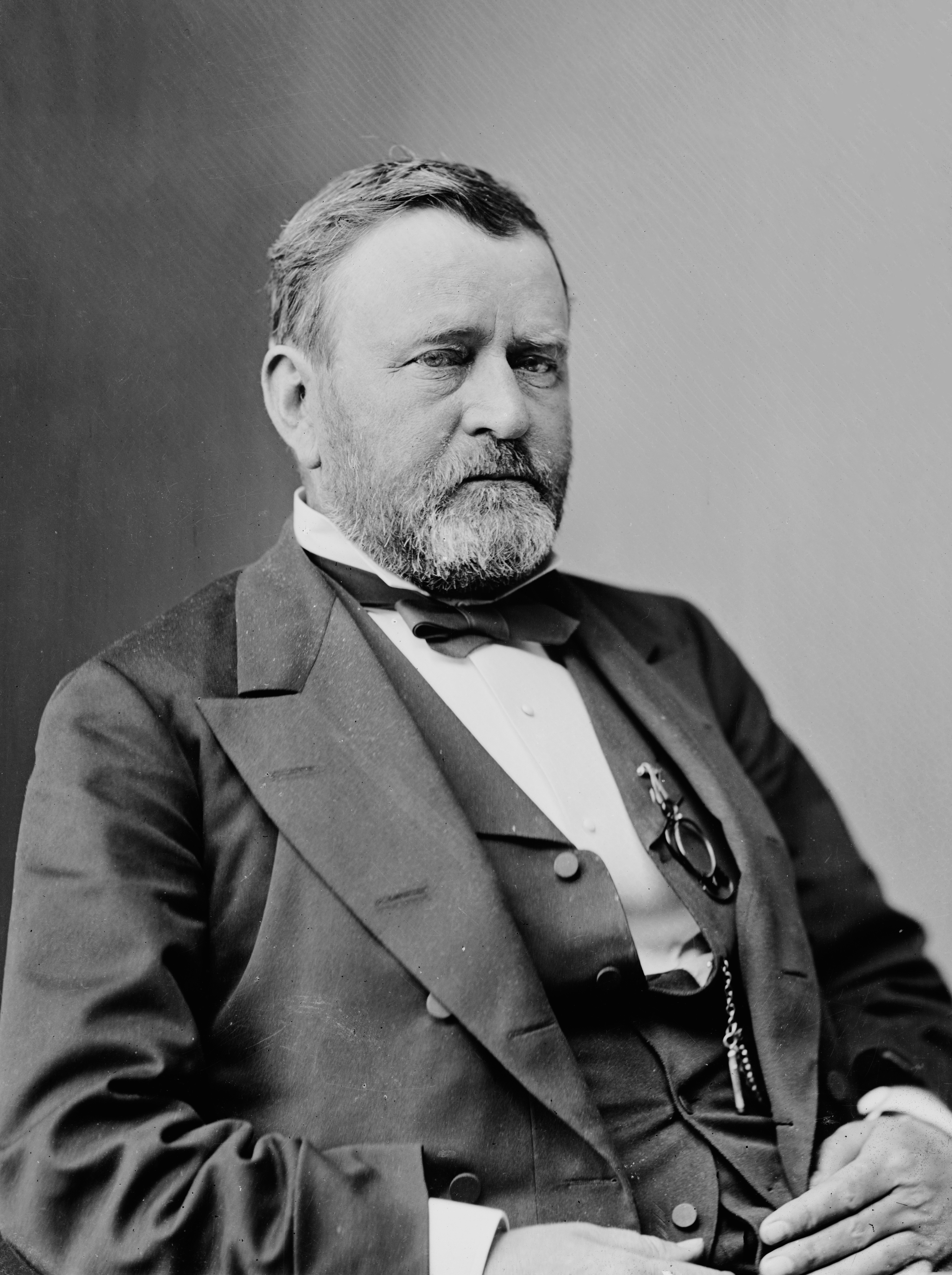
Ulysses S. Grant in den 1870er Jahren

- 27. April: Ulysses S. Grant, US-amerikanischer Politiker, 18. Präsident der USA († 1885)
- 27. April: Peregrin Teuschl, österreichisch-ungarischer Steinmetzmeister († 1870)

### Mai/Juni
- 01. Mai: Julius von Haast, deutscher Geologe, Naturforscher und Entdecker († 1887)
- 10. Mai: August von Pettenkofen, österreichischer Maler und Illustrator († 1889)
- 13. Mai: Francisco de Asís de Borbón, Ehemann von Isabella II. und Titularkönig von Spanien († 1902)
- 15. Mai: Juan Carlos de Borbón, carlistischer Thronprätendent in Spanien und Frankreich († 1887)
- 15. Mai: Leopold Kompert, böhmischer Schriftsteller († 1886)
- 16. Mai: Karl Alexander von Burchtorff, oberfränkischer Regierungspräsident († 1894)
- 17. Mai: Edward Armitage, englischer Botaniker († 1906)
- 18. Mai: Mathew B. Brady, US-amerikanischer Fotograf und Kriegsberichtserstatter († 1896)
- 20. Mai: Aristide Hignard, französischer Komponist († 1898)

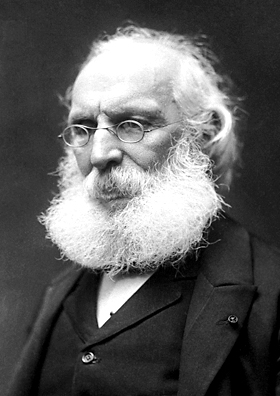
Frédéric Passy

- 20. Mai: Frédéric Passy, französischer Friedensnobelpreisträger und Politiker († 1912)
- 25. Mai: Heinrich Keil, deutscher Altphilologe († 1894)
- 26. Mai: Auguste Mathilde Wilhelmine, Großherzogin von Mecklenburg († 1862)
- 26. Mai: Edmond de Goncourt, französischer Schriftsteller († 1896)
- 27. Mai: Joachim Raff, Schweizer Komponist († 1882)
- 31. Mai: Edward Dembowski, polnischer Philosoph, Publizist und Revolutionär († 1846)
- 02. Juni: Joseph Bittner, deutscher Orgelbauer († 1908)
- 03. Juni: Adelheid von Österreich, Königin von Sardinien († 1855)
- 04. Juni: Heinrich Pröhle, deutscher Lehrer und Schriftsteller († 1895)
- 06. Juni: Cesare Ricotti-Magnani, italienischer General († 1917)
- 06. Juni: Franz Wilhelm Sonreck, deutscher Orgelbauer († 1900)
- 08. Juni: János Czecz, österreichischer Militärtechniker, Offizier und ungarischer Freiheitskämpfer († 1904)
- 13. Juni: Carl Ernst Heinrich Schmidt, russischer Chemiker und Arzt († 1894)
- 16. Juni: Johan Fredrik Eckersberg, norwegischer Maler der Nationalromantik († 1870)
- 27. Juni: Torkel Halvorsen Aschehoug, norwegischer Rechtswissenschaftler und Politiker († 1909)

### Juli/August
- 02. Juli: Niels Christopher Winther, färöischer Jurist, Politiker und Autor († 1892)
- 08. Juli: Friedrich Kaulbach, deutscher Maler († 1903)
- 15. Juli: Pierre-Victor Galland, französischer Maler († 1892)

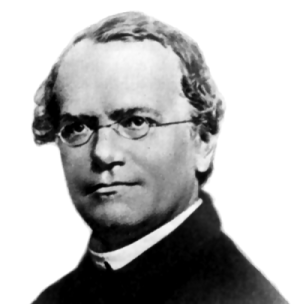
Gregor Mendel

- 20. Juli: Gregor Mendel, österreichischer Mönch und Naturforscher († 1884)
- 22. Juli: Luigi Arditi, italienischer Musiker und Komponist († 1903)
- 22. Juli: Hamilton Prioleau Bee, Politiker und Brigadegeneral im konföderierten Heer im Sezessionskrieg († 1897)
- 22. Juli: Josef Haltrich, sächsischer Lehrer, Pfarrer und Volkskundler († 1886)
- 24. Juli: Adolf Overweg, deutscher Astronom, Geologe und Afrikaforscher († 1852)
- 26. Juli: Jakob Dubs, Schweizer Politiker († 1879)
- 28. Juli: Karl Günther, deutscher Tiermediziner († 1896)
- 30. Juli: James P. T. Carter, US-amerikanischer Politiker († 1869)
- 05. August: Johann Georg Herzog, deutscher Organist, Komponist und Hochschullehrer († 1909)
- 07. August: Samuel Merrill, US-amerikanischer Politiker († 1899)
- 13. August: Heinrich Louis d’Arrest, deutsch-dänischer Astronom in Berlin, Leipzig und Kopenhagen († 1875)
- 14. August: James William Marshall, US-amerikanischer Politiker († 1910)
- 15. August: James E. Bailey, US-amerikanischer Politiker († 1885)
- 15. August: Wilhelm Rust, deutscher Komponist und Musikwissenschaftler († 1892)
- 16. August: Sidonie Turba, österreichische Opernsängerin und Theaterschauspielerin († 1902)
- 18. August: Bonaventura Baumgartner, Schweizer Lehrer, Beamter und Politiker († 1884)
- 22. August: George Stoneman, US-amerikanischer Politiker († 1894)
- 23. August: Peter le Page Renouf, englischer Ägyptologe († 1897)
- 25. August: Albrecht Wolters, deutscher Theologe († 1878)
- 27. August: Eduard Bruna, tschechischer Philosoph und Professor († 1899)
- 27. August: William Hayden English, US-amerikanischer Politiker († 1896)
- 27. August: Louis Katzenstein, deutscher Maler († 1907)
- 30. August: Jost Schiffmann, Schweizer Maler, Museumsdirektor und Denkmalpfleger († 1883)

### September/Oktober
- 08. September: Nicolas Félix Deltour, französischer Schriftsteller († 1904)
- 08. September: Karl von Ditmar, deutschbaltischer Entdecker und Naturforscher († 1892)
- 09. September: Gustav Häcker, deutscher Jurist und Liedtexter († 1896)
- 10. September: Eugène Caillaux, französischer Politiker († 1896)
- 10. September: Gisle Johnson, norwegischer Theologe († 1894)
- 10. September: John Adams Whipple, US-amerikanischer Erfinder und Pionier der Fotografie († 1891)
- 11. September: Heinrich Adolph Meyer, deutscher Meeresforscher und Fabrikant († 1889)
- 11. September: Olga Nikolajewna Romanowa, Königin von Württemberg († 1892)
- 12. September: Josef Franz von Weckert, Bischof von Passau († 1889)
- 13. September: Félix-Joseph Barrias, französischer Maler († 1907)
- 15. September: Moses Petschek, Begründer der deutschböhmischen Unternehmerdynastie Petschek († 1888)
- 17. September: Cornelius Cole, US-amerikanischer Politiker († 1924)
- 18. September: Ernst Förstemann, deutscher Archivar, Bibliothekar und Historiker († 1906)
- 18. September: August Nauck, deutscher Altphilologe († 1892)
- 19. September: Otto von Büren, Schweizer Politiker († 1888)
- 19. September: Joseph R. West, US-amerikanischer Politiker und General im Sezessionskrieg († 1898)
- 20. September: Peter Mitterhofer, Zimmermann; ihm wird fälschlicherweise die Erfindung der Schreibmaschine zugeschrieben († 1893)
- 21. September: Jean-Frédéric Astié, französischer evangelischer Geistlicher und Theologe († 1894)
- 03. Oktober: Jaromir Mundy, Mediziner und Gründungsmitglied der „Wiener freiwilligen Rettungsgesellschaft“ († 1894)
- 04. Oktober: Rutherford B. Hayes, US-amerikanischer Politiker, 19. Präsident der USA († 1893)
- 07. Oktober: Rudolf Leuckart, deutscher Zoologe und Begründer der Parasitologie († 1898)
- 09. Oktober: Onno Klopp, Publizist und Historiker († 1903)
- 15. Oktober: Kornél Ábrányi, ungarischer Pianist, Schriftsteller, Musiktheoretiker und Komponist († 1903)
- 15. Oktober: Karl Gayer, deutscher Forstwissenschaftler († 1907)
- 18. Oktober: Midhat Pascha, Großwesir des Osmanischen Reiches († 1884)
- 21. Oktober: Adolph Strecker, deutscher Chemiker († 1871)
- 27. Oktober: Arthur Chenevière, Schweizer Bankier und Politiker († 1908)
- 29. Oktober: Karl Helmerding, deutscher Lokalschauspieler († 1899)
- 29. Oktober: Mieczyslaw Halka Ledóchowski, Kardinal und Erzbischof von Gniezno († 1902)

### November/Dezember
- 13. November: Jean Thibaudin, französischer General († 1905)
- 15. November: Hugo Barthelme, deutscher Maler († 1895)
- 16. November: Friedrich Küchler, Provinzialdirektor von Rheinhessen, Ehrenbürger von Mainz († 1898)
- 20. November: Marie Frankenstein, deutschamerikanische Malerin und Bildhauerin († 1900)
- 28. November: George E. Pugh, US-amerikanischer Politiker († 1876)
- 30. November: Wilhelm Kergel, österreichischer Altphilologe († 1891)
- 01. Dezember: Red Cloud, Anführer der Bad Faces (Ite Sica), einer militanten Gruppe der Oglala-Lakota-Indianer († 1909)
- 03. Dezember: Korla Awgust Kocor, sorbischer Komponist († 1904)
- 04. Dezember: Georg Christian Dieffenbach, deutscher Pfarrer und Dichter († 1901)
- 04. Dezember: Carl Heinrich Hübler, deutscher Hornist und Komponist († 1893)
- 04. Dezember: Johan Adam Wijnne, niederländischer Historiker († 1899)
- 05. Dezember: Elizabeth Cabot Agassiz, US-amerikanische Erzieherin und Naturkundlerin († 1907)
- 06. Dezember: Wigand Oppel, deutscher Organist und Musikpädagoge († 1886)
- 06. Dezember: Pjotr Semjonowitsch Wannowski, russischer Offizier und Staatsmann († 1904)
- 10. Dezember: César Franck, französischer Komponist († 1890)
- 11. Dezember: Karl Heinrich von Weizsäcker, evangelischer Theologe († 1899)
- 12. Dezember: Johann Anton Wilhelm von Carstenn, Kaufmann, Unternehmer und Stadtplaner († 1896)
- 12. Dezember: Frederick A. Sawyer, US-amerikanischer Politiker († 1891)
- 22. Dezember: Agnes von Auer, deutsche Schriftstellerin († 1902)
- 22. Dezember: Gerson von Bleichröder, deutscher Bankier († 1893)
- 22. Dezember: Charles Lebouc, französischer Cellist († 1893)

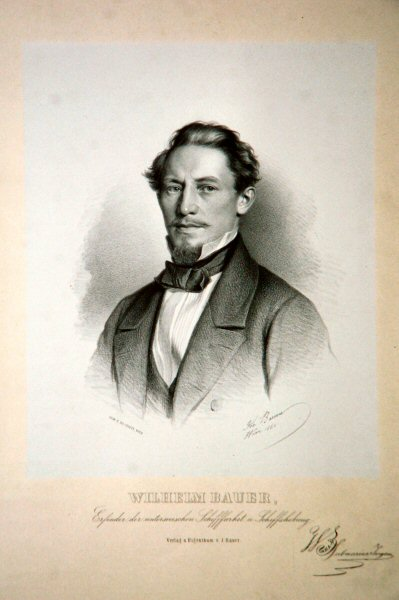
Wilhelm Bauer, 1860

- 23. Dezember: Wilhelm Bauer, deutscher Ingenieur († 1875)
- 24. Dezember: Matthew Arnold, englischer Dichter und Kulturkritiker († 1888)
- 24. Dezember: Charles Hermite, französischer Mathematiker († 1901)
- 26. Dezember: Otto Rethel, deutscher Maler († 1892)

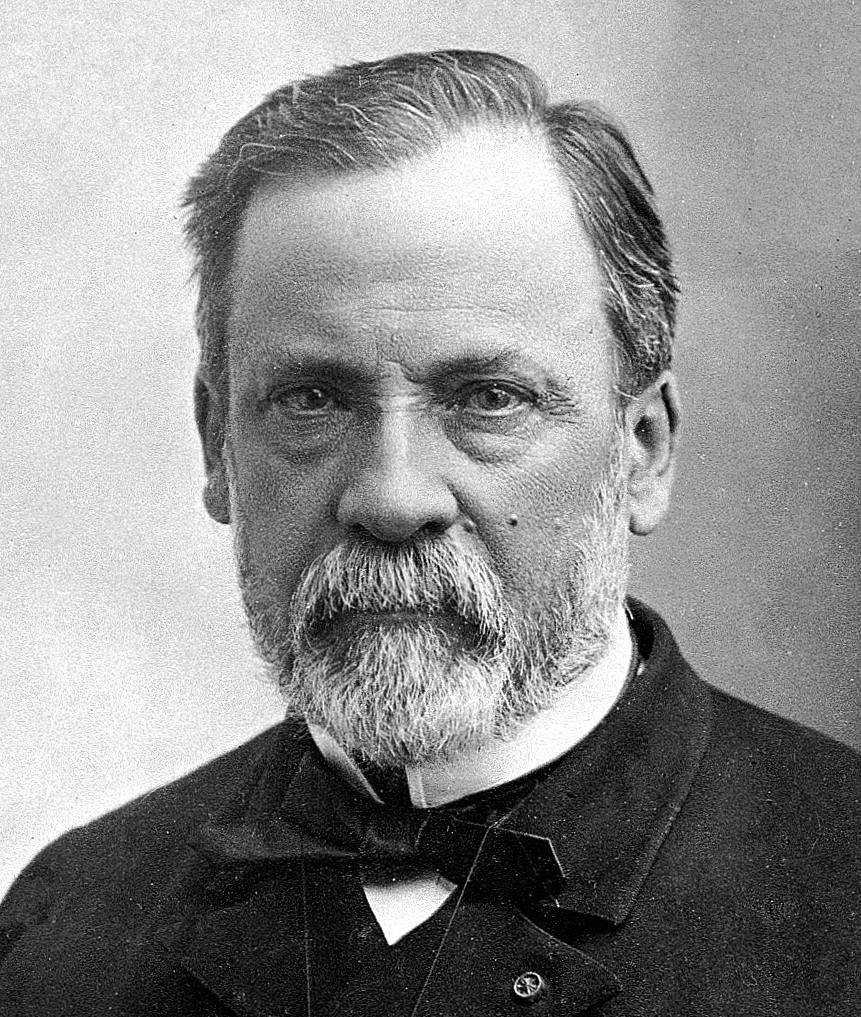
Louis Pasteur, 1878

- 27. Dezember: Louis Pasteur, französischer Mikrobiologe (Pasteurisierung) († 1895)
- 29. Dezember: Bertha Unzelmann, deutsche Schauspielerin († 1858)
- 30. Dezember: Karel Leopold Klaudy, tschechischer Rechtsanwalt und Politiker († 1894)

### Genaues Geburtsdatum unbekannt
- Ali Reza Khan Azod al Molk, Regent von Iran († 1910)
- Giovanni Corsi, italienischer Opernsänger († 1890)
- Red Horse, indianischer Häuptling der Minneconjou-Lakota-Sioux († 1907)

## Gestorben

### Januar bis April
- 01. Januar: Johann George Gotthelf Auen, preußischer Beamter (* 1745)
- 03. Januar: Johann Christian von Mannlich, deutscher Hofmaler und Generalbaudirektor (* 1741)
- 05. Januar: Albrecht Georg Walch, deutscher Pädagoge (* 1736)
- 10. Januar: Bathilde d’Orléans, Fürstin von Condé (* 1750)
- 12. Januar: Johann Gottlob Theaenus Schneider, deutscher Altphilologe, Naturwissenschaftler und Lexikograf (* 1750)
- 13. Januar: Friedrich Karl Ludwig von und zu Guttenberg, deutscher Gutsbesitzer und Polizeipräsident (* 1767)
- 14. Januar: Franz Kobell, deutscher Maler (* 1749)
- 15. Januar: Christian Gottlieb Bergmann, deutscher Jurist und Bürgermeister von Zittau (* 1734)
- 16. Januar: Elisabeth Berenberg, deutsche Bankierin (* 1749)
- 19. Januar: James Garrard, US-amerikanischer Politiker (* 1749)
- 22. Januar: Elias Mavromichalis, griechischer Freiheitskämpfer (* 1795)
- 31. Januar: Rudolf Schadow, deutscher Bildhauer (* 1786)
- 04. Februar: Jean-Baptiste-Cyruse de Timbrune, französischer General (* 1757)
- 05. Februar: Joseph Marius von Babo, deutscher Schriftsteller (* 1756)
- 05. Februar: Jeremiah Brown Howell, US-amerikanischer Politiker (* 1771)
- 05. Februar: Tepedelenli Ali Pascha, osmanischer Pascha, beherrschte große Teile Albaniens und Griechenlands (* 1741)
- 10. Februar: Albert Kasimir von Sachsen-Teschen, Kunstmäzen (* 1738)
- 11. Februar: Jean Noël Hallé, französischer Arzt, Hygieniker und Epidemiologe (* 1754)
- 15. Februar: Pierce Butler, US-amerikanischer Politiker (* 1744)
- 19. Februar: Christian Gottfried Friedrich Assmann, deutscher Ökonomie- und Kameralwissenschaftler (* 1752)
- 23. Februar: Johann Matthäus Bechstein, deutscher Naturforscher, Forstwissenschaftler und Ornithologe (* 1757)
- 24. Februar: Friedrich Johann Jacobsen, Jurist (* 1774)
- 25. Februar: Ludolf August Friedrich von Alvensleben, preußischer Generalmajor (* 1743)
- 27. Februar: Joseph von Leithner, Bergbauingenieur während der Habsburgermonarchie (* 1773)
- 27. Februar: Shikitei Samba, japanischer Schriftsteller (* 1776)
- 28. Februar: Herrmann Friedrich David Bauer, preußischer Jurist und Beamter (* 1754)
- 02. März: Hermann Uber, deutscher Komponist und Kreuzkantor (* 1781)
- 03. März: Franz Anton von Zauner, österreichischer Bildhauer (* 1746)
- 04. März: Anton Anreith, deutscher Bildhauer (* 1754)
- 07. März: Carlo Canobbio, italienischer Komponist und Geiger (* 1741)
- 09. März: Edward Daniel Clarke, englischer Mineraloge (* 1769)
- 15. März: Anton Adner, bayrischer Hausierer und mit 117 Jahren der älteste bekannte Bayer (* 1705)
- 19. März: Józef Wybicki, polnischer Politiker und Schriftsteller (* 1747)
- 21. März: Pierre Picot, Schweizer evangelischer Geistlicher und Hochschullehrer (* 1746)
- 26. März: Theodor Grotthuß, lettischer Physiker und Chemiker (* 1785)
- 29. März: Johann Wilhelm Häßler, deutscher Komponist und Organist (* 1747)
- 31. März: Leonhard Johann Bertholdt, deutscher evangelischer Theologe und Hochschullehrer (* 1774)
- 03. April: Friedrich Justin Bertuch, deutscher Unternehmer und Mäzen (* 1747)
- 10. April: Antoine-Joseph-Eulalie de Beaumont d’Autichamp, französischer General (* 1744)
- 11. April: Friedrich Wilhelm Hermann, deutscher Jurist (* 1774)
- 14. April: Friedrich Ernst Jester, deutscher Forstmann und Autor (* 1743)
- 16. April: John Collins, US-amerikanischer Politiker (* 1776)
- 16. April: Allan B. Magruder, US-amerikanischer Politiker (* 1775)
- 19. April: Franz II. Xaver von Salm-Reifferscheidt, Fürstbischof von Gurk und Kardinal (* 1749)
- 22. April: William Jones, US-amerikanischer Politiker (* 1753)

### Mai bis August
- 05. Mai: Schack Hermann Ewald, deutscher Hofbeamter und Publizist (* 1745)
- 07. Mai: Johann Emanuel Samuel Uhlig, Strumpfwirker und Organist (* 1749)
- 08. Mai: John Stark, US-amerikanischer General im Unabhängigkeitskrieg (* 1728)
- 10. Mai: Roch-Ambroise Cucurron Sicard, französischer Geistlicher und „Taubstummen“-Lehrer (* 1742)
- 13. Mai: Peter Godeffroy, deutscher Kaufmann (* 1749)
- 14. Mai: Moritz von Prittwitz, preußischer Generalleutnant und Gutsbesitzer (* 1747)
- 16. Mai: Johann Bonaventura Andres, deutscher Jesuiten-Pater, Pädagoge, Hochschullehrer und Schriftsteller (* 1743)
- 17. Mai: Emil Leopold August, Herzog von Sachsen-Gotha-Altenburg (* 1772)
- 17. Mai: Armand Emmanuel du Plessis, Herzog von Richelieu, französischer Staatsmann (* 1766)
- 22. Mai: Charles Lefebvre-Desnouettes, französischer General (* 1773)
- 03. Juni: René-Just Haüy, französischer Mineraloge (* 1743)
- 07. Juni: Abdón Calderón, Held im Unabhängigkeitskampf Ecuadors gegen Spanien (* 1804)
- 15. Juni: Andreas Ludwig Krüger, deutscher Architekt und Kupferstecher (* 1743)
- 20. Juni: Eugen Friedrich Heinrich von Württemberg, württembergischer Prinz (* 1758)

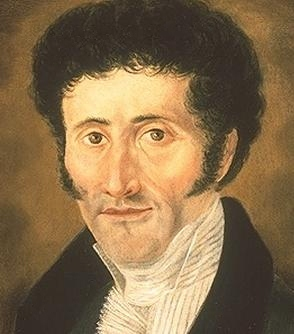
E. T. A. Hoffmann

- 25. Juni: E. T. A. Hoffmann, deutscher Romantiker (* 1776)
- 29. Juni: Johann Christian Gottlieb Wernsdorf, deutscher Hochschullehrer und Philosoph (* 1755)
- 08. Juli: Percy Bysshe Shelley, britischer Schriftsteller (* 1792)
- 10. Juli: Heinrich LI., Graf Reuß zu Ebersdorf (* 1761)
- 22. Juli: Johann Christoph Schröther der Ältere, deutscher Orgelbauer (* 1747)
- 23. Juli: Hieronymus von Colloredo, österreichischer General (* 1775)
- 25. Juli: Ignác Cornova, italienischer Priester, Historiker, Pädagoge und Dichter (* 1740)
- 04. August: Kristian Jaak Peterson, estnischer Dichter (* 1801)
- 08. August: William Logan, US-amerikanischer Politiker (* 1776)
- 12. August: Robert Stewart, 2. Marquess of Londonderry, englischer Staatsmann (* 1769)
- 13. August: Jean-Robert Argand, schweizerischer Buchhändler und Amateurmathematiker (* 1768)
- 16. August: Johann Adam Freiherr von Aretin, bayrischer Politiker (* 1769)
- 19. August: Jean-Baptiste Joseph Delambre, französischer Astronom (* 1749)

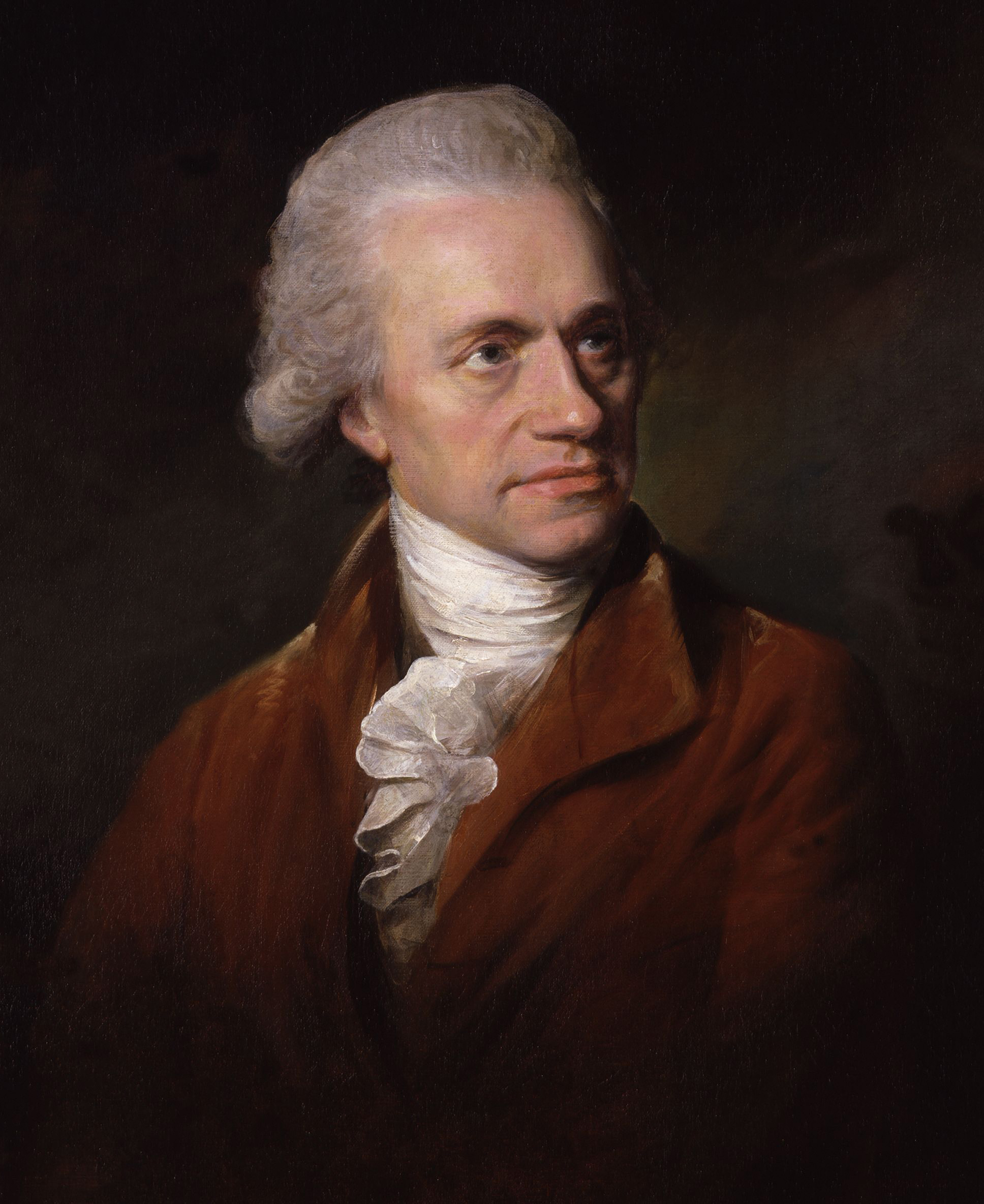
Wilhelm Herschel, 1785

- 25. August: Wilhelm Herschel, deutscher Astronom, Musiker und Komponist (* 1738)

### September bis Dezember
- 02. September: Abbondio Bernasconi, Schweizer Politiker (* 1757)
- 04. September: Francisco Javier de Elío, spanischer Offizier, Gouverneur von Montevideo und letzter Vizekönig des Río de la Plata (* 1767)
- 08. September: Josef Karel Ambrož, böhmischer Tenor und Komponist (* 1759)
- 17. September: Louise Brachmann, deutsche Schriftstellerin (* 1777)
- 24. September: Achille Etna Michallon, französischer Landschaftsmaler (* 1796)
- 25. September: Jenkin Whiteside, US-amerikanischer Politiker (* 1772)
- 27. September: Johann Gotthelf Leberecht Abel, deutscher Arzt und Kunstsammler (* 1749)

- 01. Oktober: Dietrich Joachim Theodor Cunze, deutscher evangelischer Geistlicher, Pädagoge und Historiker (* 1760)
- 02. Oktober: Carl Anton von Arnstedt, preußischer Gutsherr und Beamter (* 1751)
- 02. Oktober: Pedro Agar y Bustillo, spanischer Marineoffizier und Regent (* 1763)
- 13. Oktober: Antonio Canova, italienischer Bildhauer (* 1757)
- 18. Oktober: James Sykes, US-amerikanischer Politiker (* 1761)
- 21. Oktober: Samuel Petschek, Stammvater der deutschböhmischen Unternehmerdynastie Petschek (* 1746)
- 25. Oktober: Antal Csermák, ungarischer Komponist (* 1774)
- 25. Oktober: James Sowerby, britischer Naturforscher und Maler (* 1757)
- 26. Oktober: Mahmud Dramalı Pascha, osmanischer Staatsmann, Feldherr und Serasker (* 1770)
- 29. Oktober: Dirk van Hogendorp, niederländischer General und Staatsmann (* 1761)
- 31. Oktober: Jared Ingersoll, US-amerikanischer Jurist und Politiker (* 1749)
- 31. Oktober: Peter Puget, britischer Seefahrer (* 1765)

- 06. November: Claude-Louis Berthollet, französischer Chemiker und Arzt (* 1748)
- 08. November: Johann August von Eckenbrecher, preußischer Generalmajor und Gutsherr (* 1743)
- 17. November: Joaquim Machado de Castro, portugiesischer Bildhauer (* 1731)
- 18. November: George K. Jackson, US-amerikanischer Komponist (* 1745)
- 19. November: Heinrich Maria Graf, deutscher römisch-katholischer Geistlicher und Politiker (* 1758)
- 19. November: Manuel Fernandes Tomás, portugiesischer Jurist und Staatsmann (* 1771)
- 19. November: Johann Georg Tralles, Mathematiker und Physiker (* 1763)
- 24. November: Zofia Potocka, griechische Kurtisane (* 1760)

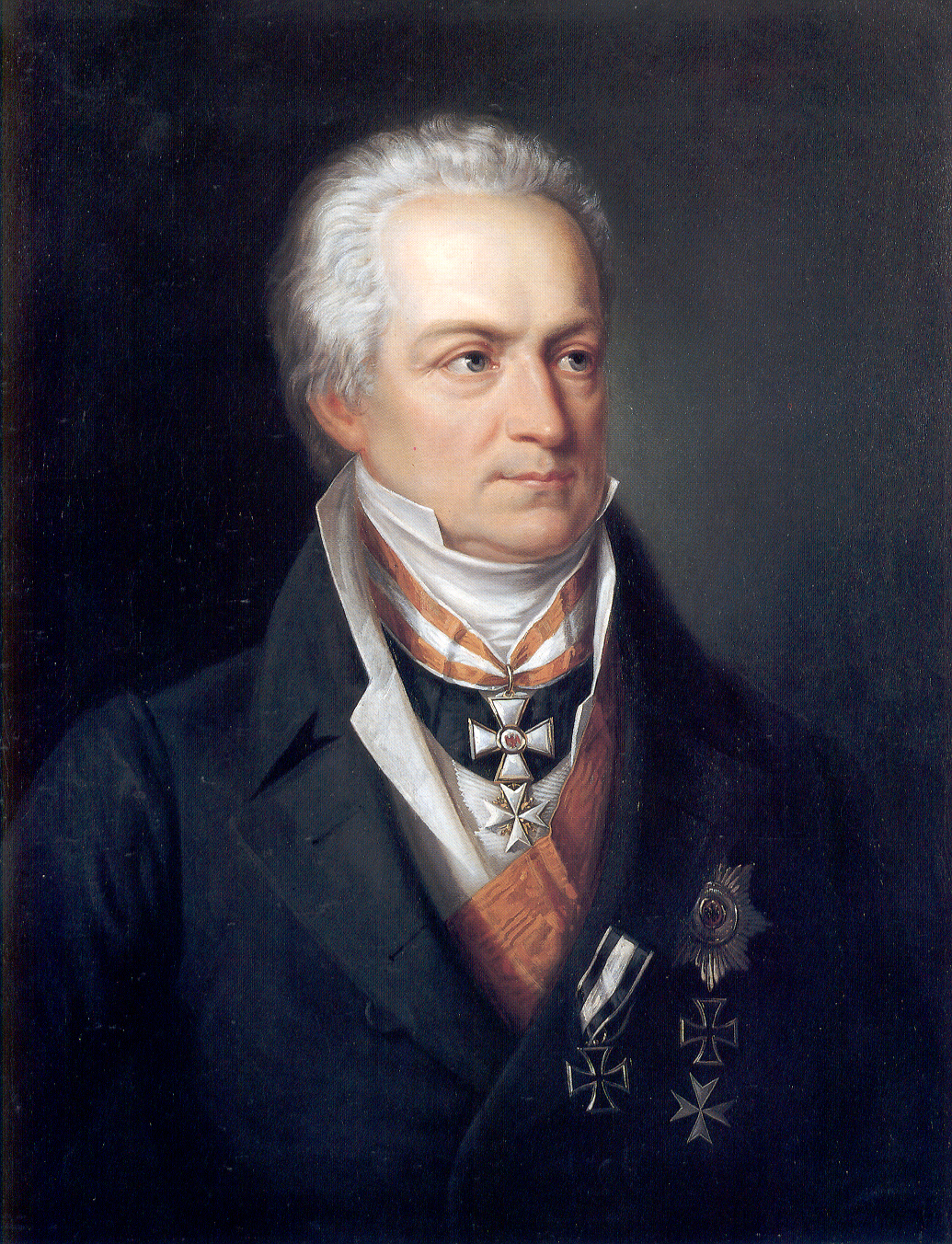
Karl August von Hardenberg

- 26. November: Karl August von Hardenberg, preußischer Staatsmann (* 1750)
- 27. November: John Drayton, US-amerikanischer Politiker (* 1766)

- 04. Dezember: Gottfried Eitel Ludwig von Humbracht, österreichischer Feldmarschallleutnant (* 1730)
- 04. Dezember: Friedrich von Schlichtegroll, Biograph von Mozart, Philologe, Numismatiker und Archäologe (* 1765)
- 08. Dezember: Saul Ascher, deutscher Schriftsteller (* 1767)
- 08. Dezember: Michael Leib, US-amerikanischer Politiker (* 1760)
- 13. Dezember: Tommaso Conca, italienischer Maler (* 1734)

### Genaues Todesdatum unbekannt
- Vasile Aaron, rumänischer Dichter (* 1770)
- Friedrich Wilhelm von Kleist, preußischer Oberst und Ritter des Ordens Pour le Mérite (* 1752)